# 호로하 전투
호로하 전투는 673년 5월 고구려 부흥군이 신라 호로하(칠중성)에서 당나라와 벌인 전투이다. 고구려 부흥군은 당나라와 격렬한 전투를 벌였으나, 당나라 연산도총관 이근행에게 크게 패하여 고구려 부흥군이 완전히 해체되는 계기가 된다. 살아남은 고구려 유민들은 문무왕의 회유로 신라로 이주하여 신라의 백성이 되었다.